# Văn hóa phẩm LGBTQ+
Văn hóa phẩm LGBTQ+ ý chỉ các phương tiện truyền thông có khán giả mục tiêu là những người đồng tính nam, người đồng tính nữ và đồng minh của cộng đồng LGBTQ+. Thị trường mà dạng truyền thông này hướng tới có thể được nhìn nhận trên phương diện rộng hơn và bao gồm mọi cá nhân thuộc cộng đồng LGBTQ+. Nhóm mục tiêu thứ hai chính là các đồng minh của cộng đồng LGBTQ+. Trong một số trường hợp, những người phản đối quyền của cộng đồng LGBTQ+ cũng trở thành lượng khán giả được hướng tới, như một hình thức hoạt động xã hội để thay đổi quan điểm của họ.  nhiều loại hình truyền thông về cộng đồng LGBTQ+, và mục đích mà dự án truyền thông đề ra quyết định loại hình truyền thông. Truyền thông về cộng đồng LGBTQ+ hay về các cá nhân queer cũng có thể là các website, phim điện ảnh, tạp chí, và các sản phẩm văn hóa khác được thực hiện bởi các nhóm hoặc các cá nhân queer thường đã công khai, nghĩa là họ đã công khai hoặc cởi mở về tính dục của bản thân. Các nhà sản xuất, nhà sáng tạo thuộc cộng đồng LGBTQ+ không phải lúc nào cũng lồng ghép chủ đề hoặc các vấn đề về LGBTQ+ trong các tác phẩm của mình. Tuy nhiên, thường sẽ hiện hữu sự liên hệ ẩn ý đến nhóm thiểu số về tính dục và sự công nhận dành cho họ trong các sản phẩm truyền thông này..
Hình tượng vệ cộng đồng LGBTQ+ trong truyền thông là một vấn đề quan trọng cần được cân nhắc. Xin được nhắc lại rằng loại hình và mục đích của truyền thông có ảnh hưởng đến những thách thức mà dự án truyền thống đó đối mặt, cũng như những yếu tố nào của dự án cần được kiểm soát. Một ví dụ có thể kể đến chính là các khuôn mẫu cứng nhắc, được các phương tiện truyền thông theo lối truyền thống sử dụng để miêu tả, phân biệt, và công kích cộng đồng LGBTQ+ suốt nhiều thập kỷ. Tồn tại các hình tượng tích cực lẫn tiêu cực về người đồng tính ở nhiều loại hình truyền thông như điện ảnh, truyền hình, văn học, báo chí v.v.
Hình tượng về các nhóm, các cộng đồng được truyền thông khắc họa có sức ảnh hưởng mạnh mẽ, đặc biệt với người trẻ. Vì vậy, sự hiện diện của các nhóm không nắm giữ quyền lực thiếu vắng trên truyền thông càng khiến cho các đối tượng này giữ vị trí tận cùng trong trật tự xã hội.  Đã có các nghiên cứu chỉ ra rằng truyền thông có sức ảnh hưởng đến quá trình tự hiện thực hóa các lý tưởng, công khai bản thân, và bản dạng hiện tại của cá nhân thuộc cộng đồng LGBTQ+.

## Điện ảnh

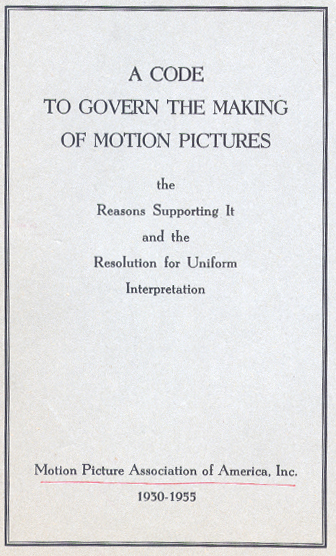
Bộ Quy tắc Sản xuất Phim ảnh.

Bộ Quy tắc Sản xuất Phim ảnh là minh chứng cho lịch sử phức tạp với hình tượng đồng tính của kinh đô điện ảnh Hollywood. Đây là tập hợp các quy tắc hướng dẫn nhà sản xuất tự kiểm duyệt các nội dung có thể gây tranh cãi, khó chịu trong tác phẩm điện ảnh của mình trong giai đoạn 1934 đến 1968. Sự vắng bóng hình tượng đồng tính trên truyền thông là hệ quả phát sinh của bộ quy tắc sản xuất được thực thi trong hơn 30 năm. Tuy nhiên, ngay cả trong giai đoạn những năm 1960s đến những năm 1970s, khi hình tượng đồng tính bắt đầu xuất hiện, những hình ảnh này đều truyền tải sự kỳ thị đồng tính luyến ái. Trong các bộ phim như The Children's Hour, The Boys in the Band, Midnight Express, và Vanishing Point , nếu như các nhân vật đồng tính không trở nên nguy hiểm và có ý định tự sát thì họ cũng sẽ vô cùng bạo lực và có hành vi quấy rối, tấn công tình dục.  Đến những năm 1990, việc các bộ phim như The Birdcage, Philadelphia, To Wong Foo Thanks for Everything, Flawless và In & Out  giành được tương đối sự chú ý đã chứng minh rằng khán giả cũng hào hứng với hình tượng đồng tính. Vào năm 2005, doanh thu bộ phim Chuyện tình sau núi đạt hơn 178 triệu USD. Năm 2017 chứng kiến chiến thắng của bộ phim Moonlight ở các hạng mục Phim xuất sắc nhất, Nam diễn viên phụ xuất sắc nhất, và Kịch bản chuyển thế xuất sắc nhất tại Giải Oscar. Hiện nay, do hình tượng đồng tính đã khá phố biển trên màn ảnh rộng nên vấn đề quan trọng cần được phân tích hơn chính là mức độ chính xác và hữu ích mà các hình tượng này thực sự đem lại. Cặp đôi nam đồng tính và nữ dị tính dần trở thành một thể loại điện ảnh trong văn hóa đại chúng, và điều này thật sự đã giúp hình tượng đồng nam hiện diện nhiều hơn. Các cặp đôi như trên xuất hiện trong các bộ phim phổ biến như My Best Friend's Wedding, The Object of my Affection, và The Next Best Thing. Một số học giả tranh luận rằng sự đồng tính luyến ái đã bị bóp méo trong các bộ phim trên để cổ xúy phân biệt giới tính cũng như định chuẩn hóa giới.

## Truyền hình

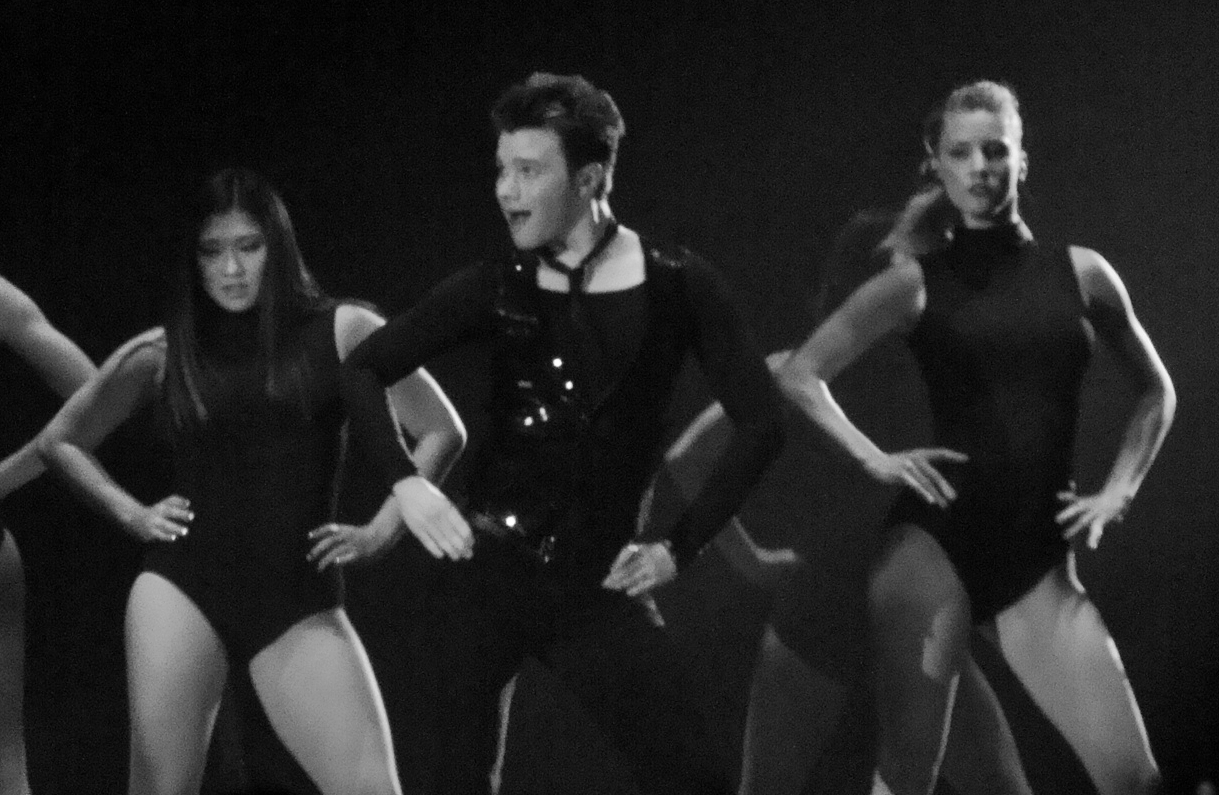
Chris Colfer thủ vai Kurt Hummel—nhân vật công khai là đồng tính nam trong show truyền hình nổi tiếng Glee, trình diễn tại tour "Glee Live! In Concert!" vào năm 2011.

Theo báo The Los Angeles Times, người đồng tính xuất hiện nhiều trên truyền hình bởi họ xuất hiện nhiều trong lĩnh vực truyền hình. Điều này có nghĩa người đồng tính, ở một mức độ nào đó, đã luôn hiện diện xuyên suốt trong hệ thống phân cấp bậc ở Hollywood Tuy nhiên, đây cũng không đồng nghĩa với việc tất cả người đồng tính công tác ở Hollywood đều công khai xu hướng tính dục do Bộ luật Thực hành cho Đài truyền hình đã gián tiếp cấm các hình tượng tích cực về người đồng tính trong giai đoạn từ 1952 đến 1983. Vào năm 1997, Ellen trở thành show truyền hình đầu tiên có nhân vật chính là người đồng tính. Sau đó, ngày càng nhiều các show truyền hình có nhân vật đồng tính xuất hiện định kỳ, thường xuyên. Có thể kể đến các show Will & Grace, Dawson's Creek, Spin City, ER, Buffy the Vampire Slayer, Nightline, Queer Eye for the Straight Guy, Queer as Folk, The Young and Restless, Betty xấu xí và Glee. Các show truyền hình thực tế cũng thường có các nhân vật công khai là người đồng tính, như The Real World của đài MTV, Survivor và The Amazing Race.